# Štós
Štós este o comună slovacă, aflată în districtul Košice-okolie din regiunea Košice. Localitatea se află la altitudinea de 516 m deasupra n.m., se întinde pe o suprafață de 31,36 km2 și în 2017 număra 746 de locuitori.

## Istoric
Localitatea Štós este atestată documentar din 1341.

## Demografie
| An:                | 1994 | 2004   | 2014   | 2024   |
| ------------------ | ---- | ------ | ------ | ------ |
| Număr de persoane: | 760  | 766    | 734    | 747    |
| Diferență:         |      | +0,78% | −4,17% | +1,77% |

| An:                | 2023 | 2024   |
| ------------------ | ---- | ------ |
| Număr de persoane: | 751  | 747    |
| Diferență:         |      | −0,53% |